# Laura Clayton
Laura Clayton (nascuda el 8 de desembre de 1943) és una pianista i compositora estatunidenca. Va néixer a Lexington a l'estat de Kentucky, i va estudiar al Conservatori Peabody de Baltimore i a la Columbia University a l'estat de Nova York, amb Mario Davidovsky. Va començar a estudiar composició amb Darius Milhaud a l'Escola de Música d'Aspen i es va graduar amb un màster en música i composició al New England Conservatory de Boston. Va viure un temps a Brasil i després va continuar els estudis a la Universitat de Michigan, es va graduar amb un doctorat en Arts Musicals.
Després de completar la seva formació, va treballar com a compositora. El 1980, el seu treball va ser triat per representar els Estats Units a la Tribuna internacional dels compositors.

## Premis i honors
- Charles Ives Prize from the American Academy and Institute of Arts and Letters, 1980
- Walter B. Hinrichsen Award
- NEA awards
- Jerome Foundation grant
- University of Michigan grant
- Alice M. Ditson Fund grant
- Guggenheim Foundation grant, 1984
- MacDowell Fellow

## Obres destacades
- Five Nocturnes per a orquestra
- Panels per a ensemble de cambra, 1983
- Sagarama per a piano i orquestra, 1984
- Cree Songs to the Newborn per a soprano i orquestra de cambra, 1987
- Chiara's Sea per a veus de dones, 1988
- Terra Lucida per a orquestra, 1988